# كليمينزا دي هابسبورغ
كليمنتينه دي هابسبورغ أو كليمينزا (الألمانية: Klementine von Habsburg؛ الإيطالية: Clemenza d'Asburgo؛ المجرية:Habsburg Klemencia؛ 1262م - فبراير 1293م أو 1295م)؛ هي ابنة الملك رودولف الأول الألماني وجيرترود من هوهنبورغ، كانت عضواً في بيت هابسبورغ.
تزوجت كليمينزا من وريث عرش مملكة نابولي كارلو مارتلو ابن كارلو الثاني ملك نابولي وماريا المجرية؛ انجبت له ثلاثة أبناء: بما في ذلك في المستقبل كارولي الأول ملك المجر (كارولي روبرت) مؤسس أسرة أنجو-هنغاريا التي حكمت المجر طوال القرن الرابع عشر، وأيضا استطعت لاحقاً الحصول على مملكة بولندا، ابنتها الكبرى بياتريس كانت متزوجة من جان الثاني دو فيين، في حين ابنتها الصغرى كليمينتيا أصبحت ملكة فرنسا ونافارا من خلال زواجها من لويس العاشر وهي والدة جان الأول ملك فرنسا لخمسة أيام.
زوجها في 1290 أُعلن من قبل البابا نيكولاس الرابع كـ حامل اللقب ملك المجر لخلافة خاله لازلو الرابع بعد وفاته، مع ذلك لم يستطيع تأكيد ادعاءاته على كامل المملكة؛ بحيث أن النبلاء المملكة قاموا بتنصيب سليل أسرة أرباد أندراس الفينسي ملكاً عليهم، مع ذلك تمكن كارلو من تأكيد ادعاءاته على بعض المناطق في مملكة كرواتيا (بحيث كانت الاتحاد شخصي مع مملكة المجر)، توفي زوجها في 1295 في نابولي، حماها الملك كارلو الثاني قام بازاحة ابنها كارولي روبرت من خط الخلافة في مملكة نابولي، بذلك كان عليه أن يكافح في أن يصبح ملك المجر.